# Tiny Computers
Tiny Computers Ltd. va ser una empresa britànica d'ordinadors basada a Redhill Business Park, Salfords, Surrey, Anglaterra.
L'empresa usava l'eslògan publicitari Think big about your PC - think Tiny («Pensi en gran sobre el seu PC - pensi Petit (Tiny)»). A la fi de la dècada del 1990, van obtenir gran èxit comercial, amb punts de venda a les principals xarxes de venda al detall de Regne Unit. No obstant això, els seus beneficis van començar a disminuir i ells eventualment van ser comprats per una empresa concurrent, TIME.